# Villa Fridhem, Västerhejde
Villa Fridhem är en villa i Västerhejde socken, nära Högklint på Gotland, omkring sex kilometer söder om Visby. Den byggdes på 1860-talet som sommarresidens för svenska prinsessan Eugénie, dotter till Oscar I. Från början av 1860-talet och framåt bodde hon om somrarna på Villa Fridhem som hon själv lät uppföra efter att ha tillbringat somrarna på ön sedan 1859.

## Historia
Prinsessan Eugénie hade problem med lungorna och blev 1860 rekommenderad att stärka sin hälsa i det milda och gynnsamma klimatet på Gotland som hon hade besökt första gången 1859. 1860 köpte hon ett stort strandområde vid Högklint. Platsen hon valde ligger i en brant sluttning mot havet med utsikt mot Högklint. Hon var den första kungligheten som byggde sig en sommarvilla i tidens stil. 1860–61 uppfördes huvudbyggnaden vid Fridhem. Villan med sin stora altan och glasveranda mot sjön byggdes i schweizerstil av Adolf W. Edelsvärd, chefsarkitekt vid Statens Järnvägar. En sjöstuga, ursprungligen avsedd som badhus, grindstuga och stall uppfördes också.
I den anlagda parken, där hon låtit bygga flera mindre hus, ägnade hon sig åt hjälpverksamheter, 1866 uppfördes ett barnhem för pojkar, Fridtorp i Fridhems närhet. Kort därefter uppfördes även ett barnhem för flickor. Eugenia testamenterade villan till sin brorson prins Oscar Bernadotte som 1927 överlämnade gården till KFUM.
I dag är Villa Fridhem ett sommaröppet pensionat och kafé vid namn Fridhems Pensionat.

## Bilder

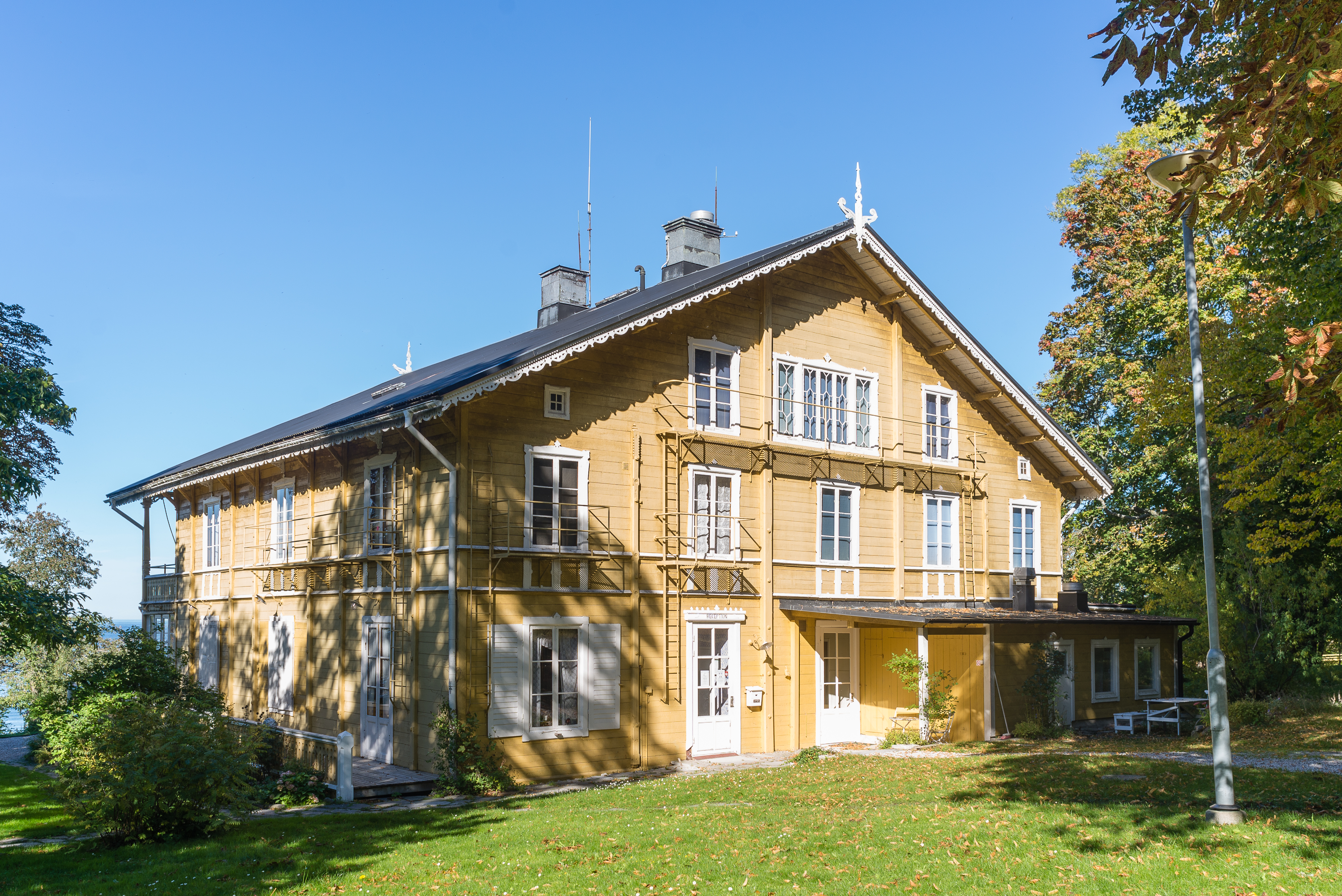
Fasad mot sydost.
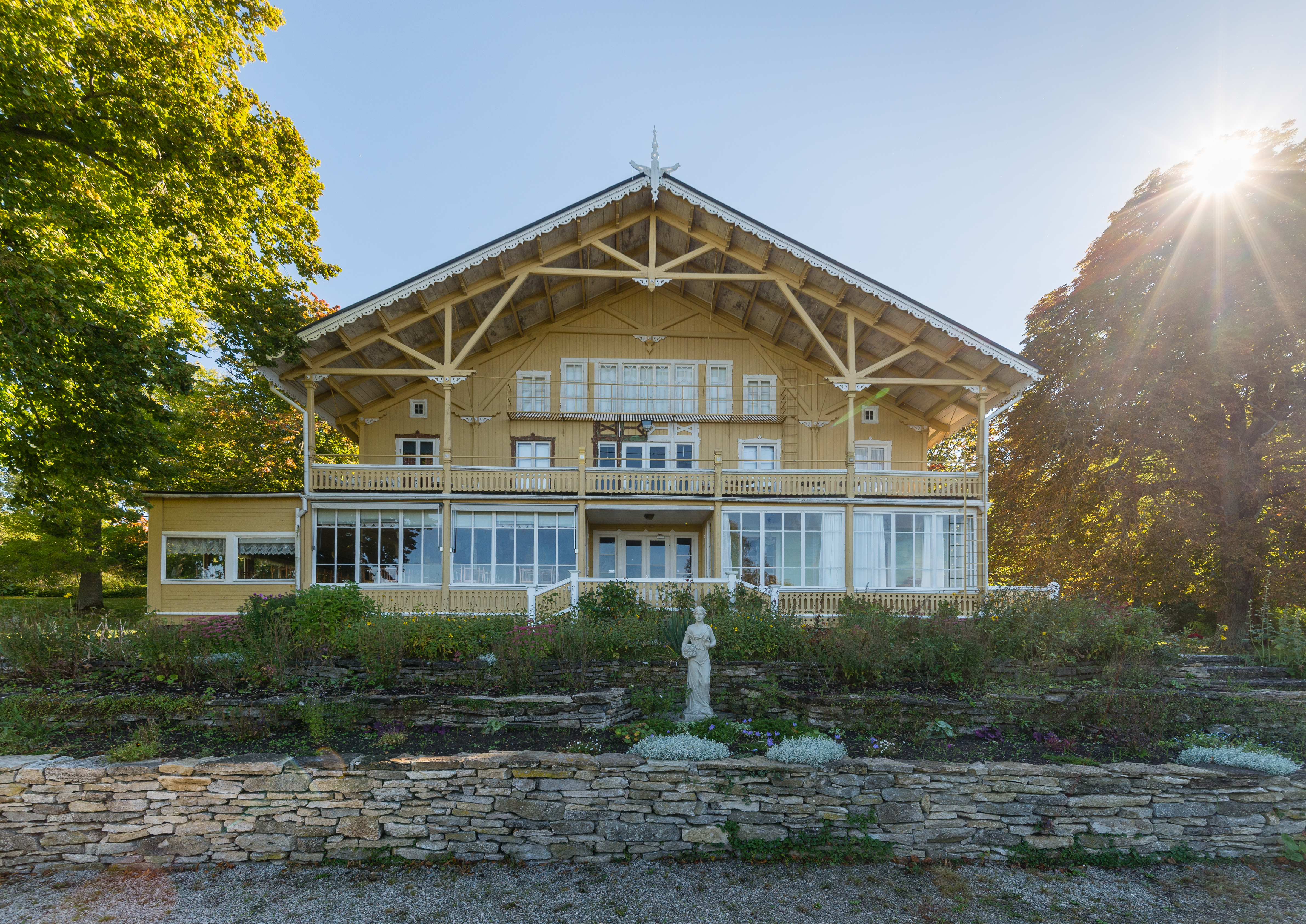
Fasad mot väster.
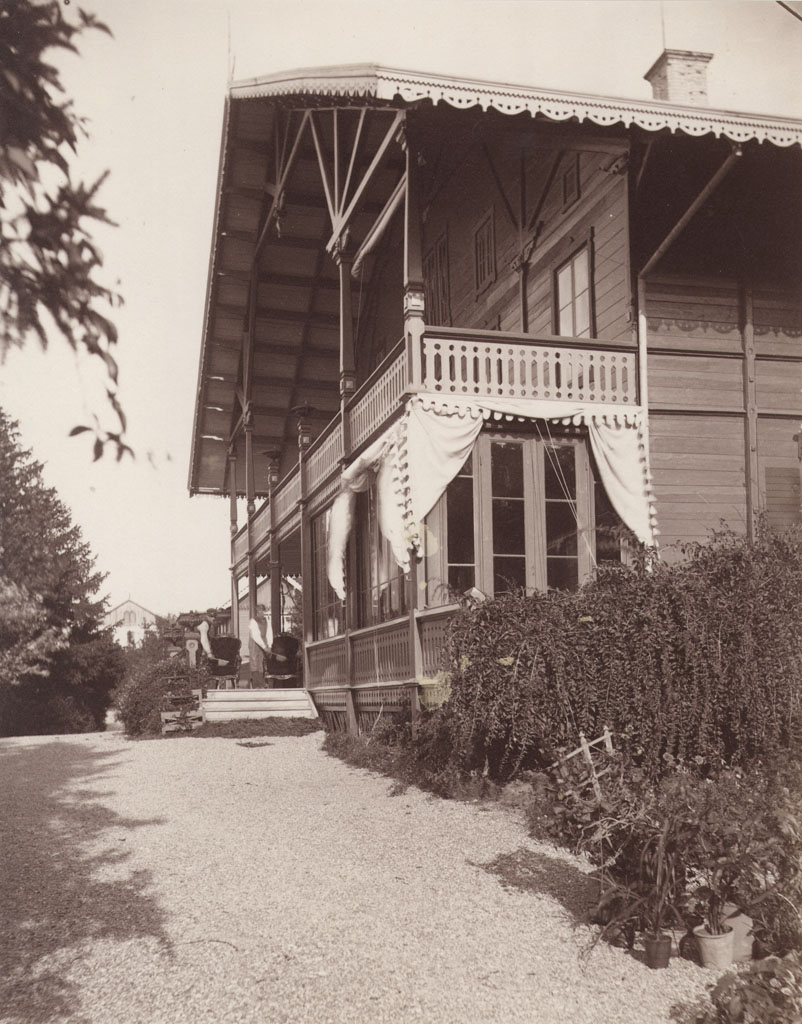
Villa Fridhem på 1890-talet fotograferad av Carl Curman.
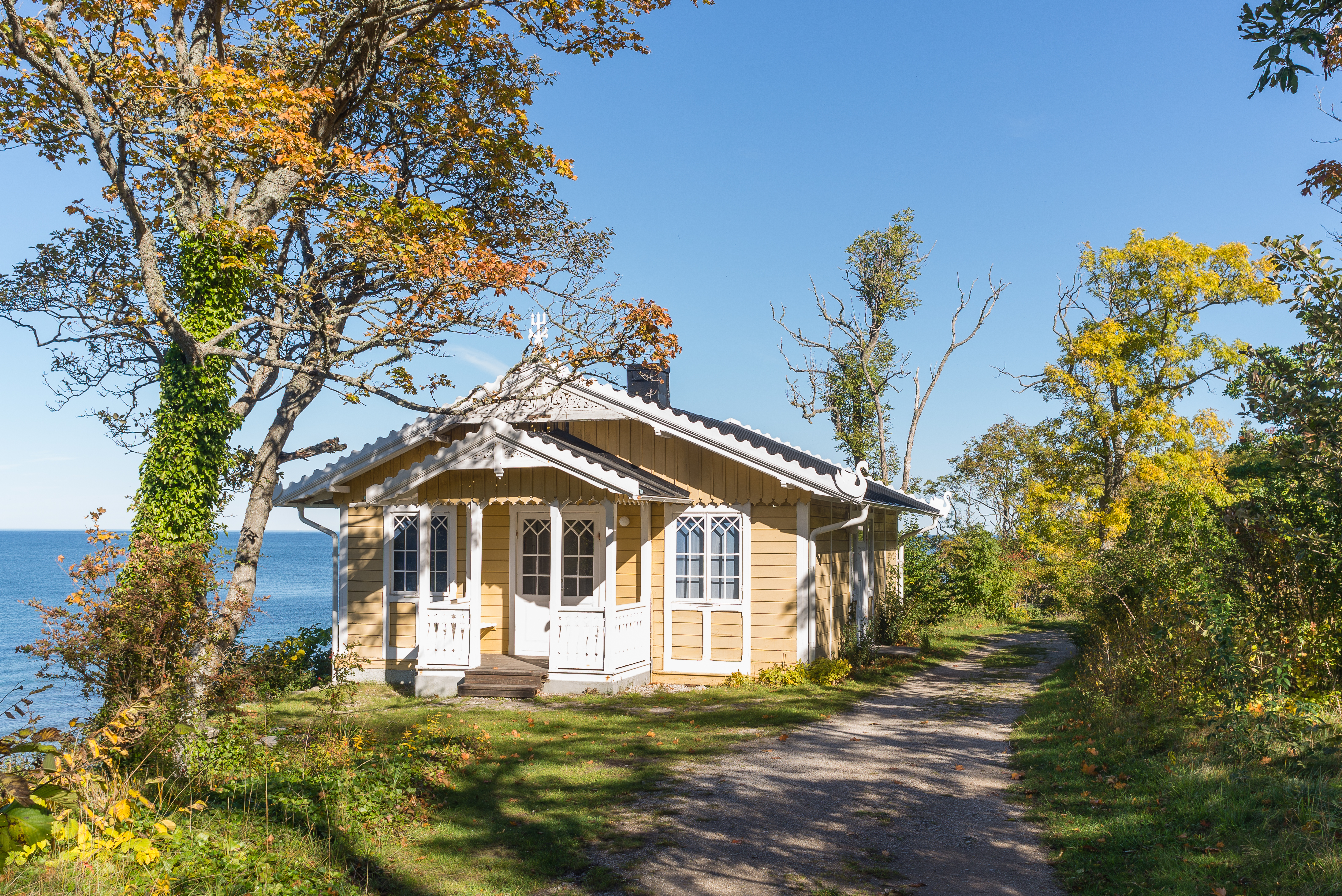
Sjöstugan.